# A Christmas Carol
A Christmas Carol. In Prose. Being a Ghost Story of Christmas —comúnmente conocida como A Christmas Carol y traducida al español como Canción de Navidad, Cuento de Navidad o El cántico de Navidad— es una novela corta escrita por el británico Charles Dickens y publicada originalmente por Chapman & Hall el 19 de diciembre de 1843. Su trama cuenta la historia de un hombre avaro y egoísta llamado Ebenezer Scrooge y su conversión tras ser visitado por una serie de fantasmas en Nochebuena y la madrugada de Navidad. 
La redacción y difusión del libro se llevó a cabo durante la época victoriana, en la que prevalecía una sensación de nostalgia por las antiguas tradiciones navideñas, y en la que comenzaban a introducirse costumbres como los árboles de Navidad. Una variedad de conceptos y publicaciones influyeron en Dickens al momento de redactar su obra, aunque destacan sus experiencias de la infancia, su simpatía por los pobres y varios relatos navideños y cuentos de hadas.
A grandes rasgos se puede considerar el relato como una condena de la avaricia, aunque también son posibles otras interpretaciones. Su contribución a la forma contemporánea de celebrar la Navidad como una época de integración familiar y festividad, especialmente en el Reino Unido y Estados Unidos, ha mantenido su popularidad con el transcurso del tiempo, y desde entonces ha sido traducida a diversos idiomas y adaptada a varios medios como el cine, el teatro y la televisión.

## Antecedentes
El escritor Charles Dickens nació en 1812, en el seno de una familia de clase media que atravesó dificultades financieras como consecuencia de los derroches de su padre, John. Sin embargo, su situación se agravó con el encarcelamiento de este último en 1824 en Marshalsea, una cárcel situada en Southwark, Londres. Charles, que por aquel entonces tenía doce años de edad, se vio obligado a empeñar su colección de libros, abandonar la escuela y comenzar a trabajar en una fábrica sucia e infestada de ratas en la que se producía betún para calzado. El cambio radical de vida le produjo «una profunda ira social y personal» que influyó en gran medida en su manera de escribir y en su perspectiva, de acuerdo con el biógrafo Michael Slater.
Durante la época victoriana, las celebraciones navideñas tuvieron un auge importante. Por ejemplo, la reina Victoria y el príncipe Alberto extendieron la tradición del árbol de Navidad en Gran Bretaña en el siglo XVIII, mientras que, a comienzos del siglo XIX, los villancicos recobraron el nivel de relevancia que habían perdido a lo largo de varios años. Sumado a lo anterior, ciertas obras literarias como Some Ancient Christmas Carols, With the Tunes to Which They Were Formerly Sung in the West of England (1823), escrita por Davies Gilbert y la colección Christmas Carols, Ancient and Modern (1833), de William Sandys, acrecentaron el interés en la temática.
Aunque la predilección de Dickens por los festejos navideños data de Christmas Festivities —un texto publicado en Bell's Weekly Messenger (1835) y luego renombrado como A Christmas Dinner para su difusión en Sketches by Boz (1836)—, lo cierto es que no fue el primero en abordar las tradiciones navideñas inglesas en la literatura. Cierto material le sirvió de inspiración para producir su propia novela; por ejemplo, coincidió con el punto de vista de Washington Irving en The Sketch Book of Geoffrey Crayon, Gent. (1819-1820), cuando este hizo alusión a la nostalgia de las Navidades pasadas como medio para recuperar la armonía social que se había perdido en la época contemporánea. De manera similar, tomó como referencia algunos cuentos de hadas —que, en su opinión, eran relatos de conversión—, así como los ensayos How Mr. Chokepear Keeps a Merry Christmas y The Beauties of the Police, de la autoría de Douglas Jerrold.
Otros textos navideños precedentes de Dickens que tuvieron influencia en A Christmas Carol, de acuerdo con el profesor de literatura inglesa Paul Davis, son The Story of the Goblins Who Stole a Sexton y un relato difundido en la revista El reloj de maese Humphrey, editada por él mismo. El primero apareció en la novela Los papeles póstumos del Club Pickwick, publicada en 1836, y su trama describe las vivencias de Gabriel Grub, un sacristán solitario y tacaño que se reconvierte, después de ser visitado por unos goblins que le muestran el pasado y el futuro. Si bien «los principales elementos de Carol están presentes en The Story of the Goblins», todavía no contaban con la suficiente solidez.
Otro de los factores que influyó en Dickens en el momento de concebir su obra navideña fue la situación de pobreza en la que vivían una notable cantidad de niños ingleses a mediados del siglo XIX. Durante una visita a las minas de estaño de Cornualles, a principios de 1843, el escritor se molestó por las pésimas condiciones de trabajo a la que estaban expuestos los menores de edad. Su percepción empeoró tras una visita a una escuela mantenida por la caridad, en la que se hacinaban niños hambrientos y analfabetos que vivían en las calles; su asistencia a una cena de beneficencia para la enfermería de Charterhouse Square, donde criticó a la gente adinerada como «ganado elegante, babeante, sobrealimentado, apopléctico»; así como por la lectura del Second Report of the Children's Employment Commission (Segundo informe de la Comisión del Empleo Infantil, 1843), un informe parlamentario en el que se expusieron los efectos de la revolución industrial en los niños pertenecientes a la clase obrera. Como resultado, en un discurso que pronunció en medio de una recaudación de fondos celebrada el 5 de octubre de 1843 en el Manchester Athenaeum, el escritor urgió a trabajadores y empresarios a unirse en la lucha contra la ignorancia a través de una reforma educativa.

## Redacción
Para finales de 1842 Dickens era ya un autor reconocido que había escrito seis obras notables, así como varias novelas, relatos cortos y otros trabajos. A finales de diciembre de ese año, comenzó a publicar la novela Martin Chuzzlewit por entregas mensuales, y, aunque lo consideró su trabajo favorito, su bajo nivel de ventas no contribuyó a la mejora de la situación financiera del escritor, cuya esposa, Catherine, estaba embarazada de su quinto hijo. Adicionalmente, sus editores Chapman & Hall amenazaron con reducir sus ingresos mensuales a cincuenta GBP si las ventas seguían en declive.
Finalmente, Dickens llegó a la conclusión de que la manera más efectiva de hacer llegar sus preocupaciones sociales por la pobreza y las injusticias a un segmento de población más amplio era mediante una historia navideña emotiva, que en su opinión habría de tener un mayor impacto que cualquier panfleto o ensayo. Como resultado, comenzó a  escribir A Christmas Carol en octubre de 1843, cuya redacción culminó «a corazón abierto» seis semanas después, a comienzos de diciembre. La mayor parte de la novela se concibió durante caminatas nocturnas realizadas por el escritor que se extendían hasta 24 y 32 kilómetros alrededor de Londres. Mientras escribía la historia, «lloró, rio y volvió a llorar, y se emocionó de la manera más extraordinaria», según dio a conocer su cuñada. La finalidad de Dickens con A Christmas Carol podría resumirse en un esfuerzo por «abrir el corazón de sus lectores hacia aquellos que luchaban por sobrevivir en los peldaños más bajos de la escalera social y promover la benevolencia práctica, pero también advertir de los terribles peligros que tenía para la sociedad la tolerancia hacia la ignorancia y la necesidad entre los pobres».
El escritor conoció al caricaturista John Leech por recomendación de George Cruikshank, el ilustrador con el que había trabajado en Sketches by Boz (1836) y Oliver Twist (1838). El 24 de octubre, Leech comenzó a trabajar en la ilustración de A Christmas Carol, cuyo trabajo resultó en la producción de cuatro grabados a color y cuatro grabados sobre madera en blanco y negro. Cabe destacar que Dickens incorporó el enunciado «Para Tiny Tim, que no murió» en la estrofa final durante el proceso de impresión original, ya que este no aparecía en el manuscrito original de la novela.

## Argumento

### Sinopsis

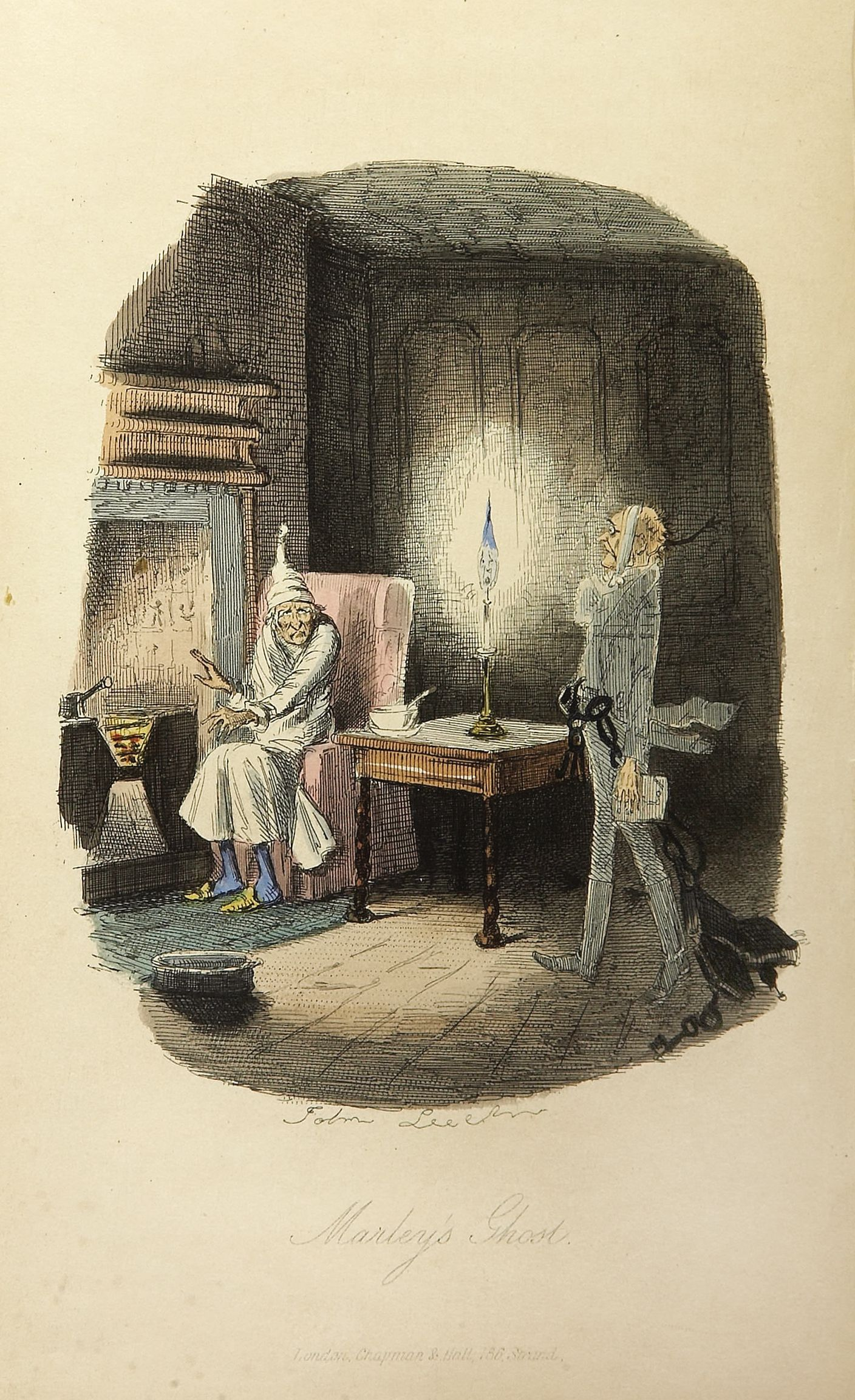
Scrooge y el fantasma de Jacob Marley. Ilustración de John Leech para la edición original de 1843

A Christmas Carol está ambientado en la City de Londres durante un día «frío, desapacible, cortante y con niebla» de Nochebuena. Está estructurado en cinco capítulos denominados «estrofas», de los cuales tres hacen referencia a los encuentros de los «fantasmas de la Navidad» —pasado, presente y futuro— con Ebenezer Scrooge, un anciano avaro y egoísta que desprecia todo lo relacionado con la Navidad.
La primera estrofa, El espectro de Marley, comienza siete años después de la muerte de Jacob Marley, el socio de Scrooge. Se describe a Scrooge como un trabajólico solamente interesado en ganar dinero, «duro y agudo como un pedernal que ningún eslabón logró jamás sacar una chispa de generosidad; [...] secreto, reprimido y solitario como una ostra», cuya personalidad le impide, por ejemplo, aceptar la invitación de su sobrino para cenar con él y su familia el 25 de diciembre, o realizar donativos para los pobres. Esa noche, la visita del espíritu de Jacob Marley le hace ver al anciano las consecuencias de la avaricia y el egoísmo, representados en una larga y pesada cadena «hecha con arquillas para dinero, llaves, candados, libros de contabilidad, escrituras de compraventas y pesadas talegas de acero» que arrastra consigo indefinidamente. Así, su antiguo colaborador se presenta como un alma mensajera para advertirle igualmente del arribo de otros tres fantasmas (espíritus) esa misma noche con el fin de «evitar un destino» como el mencionado anteriormente.
Las apariciones de los tres fantasmas de las Navidades son el hilo conductor de la trama en las siguientes tres estrofas. Scrooge debe acompañar a cada uno de los espectros a evocar momentos de la infancia y juventud del primero —entre los cuales se incluyen el encuentro con su hermana Fan, que murió joven tras dar a luz; y una fiesta navideña organizada por su antiguo jefe, el señor Fezziwig—, etapas caracterizadas por su amabilidad e inocencia. Otro de los encuentros le permite conocer la situación de pobreza en la que vive la familia de su empleado Bob Cratchit, cuyo hijo más pequeño, Tim, está gravemente enfermo; y la forma en la que su sobrino celebra las fiestas decembrinas. No obstante, la visión de su muerte tras una vida solitaria, «malvada y tacaña» le lleva a reflexionar y cambiar de actitud, de forma que «haré honor a la Navidad en mi corazón y procuraré mantener su espíritu a lo largo de todo el año».
La novela finaliza con la estrofa en la que Scrooge despierta en su habitación el día de Navidad convertido en un hombre generoso y amable, ávido de celebrar las fiestas con los demás. Tras acudir a cenar a casa de su sobrino, brindar un donativo considerable a los pobres, aumentar el sueldo de Cratchit y ofrecerle apoyo económico para el cuidado del pequeño Tim, se revela que Scrooge «no volvió a tener trato con aparecidos, pero en adelante vivió bajo el principio de abstinencia total y siempre se dijo de él que sabía mantener el espíritu de la Navidad como nadie».

### Personajes
La novela es protagonizada por Ebenezer Scrooge, un prestamista británico cuya personalidad pudo haberse originado en los sentimientos que Dickens tenía por su padre, a quien amaba y odiaba al mismo tiempo. Esta ambivalencia se refleja en las dos versiones de Scrooge en el relato: por un lado, un individuo frío, tacaño, codicioso y solitario y, por el otro, alguien benevolente y sociable. Robert Douglas-Fairhurst, profesor de literatura inglesa, dedujo que la ambición de Scrooge se debía a la infancia solitaria y triste que tuvo, y representa «los miedos que Dickens tenía de él mismo» en una situación de pobreza. Bajo esta percepción, el escritor llevó a cabo un ejercicio de optimismo a través de la conversión del anciano al final del libro.

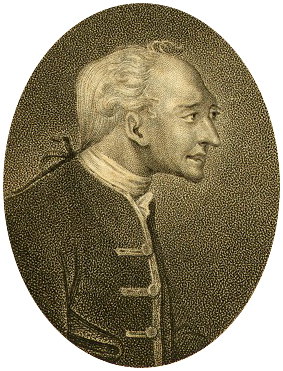
John Elwes, conocido por el sobrenombre de «el avaro», fue uno de los modelos en los que se basó Scrooge

Otras posibles influencias para Scrooge podrían haber sido el parlamentario John Elwes y Jemmy Wood, propietario del Gloucester Old Bank, que era conocido como el «tacaño de Gloucester». De acuerdo con el sociólogo Frank W. Elwell, la opinión de Scrooge sobre la pobreza es reminiscente de la que tenía el demógrafo y economista político Thomas Malthus. Por otra parte, las preguntas que se hace el personaje —«¿Ya no hay cárceles?», «¿Y los asilos?, ¿siguen en activo?», «¿Están en pleno vigor la Ley de Pobres y el Treadmill?»— provienen de los cuestionamientos planteados por el filósofo Thomas Carlyle, y plasmados en su obra Chartism (1840).
Algunas obras previas de Dickens contienen rasgos de la personalidad de Scrooge. Por ejemplo, el biógrafo Peter Ackroyd observó similitudes entre este personaje y el anciano Martin Chuzzlewit —como el hecho de que ambos se vuelven más generosos en un punto de la trama— aunque el primero posee «una imagen más fantástica» que el otro. En opinión de Douglas-Fairhurst, ciertos rasgos de Gabriel Grub, el personaje secundario de Los papeles póstumos del Club Pickwick, también están presentes en la caracterización de Scrooge. Su nombre procede de una lápida que Dickens vio durante una visita a Edimburgo y que pertenece a Ebenezer Lennox Scroggie, un comerciante de maíz. En la tumba Dickens confundió el término mealman («comerciante de comida») por mean man («hombre avaro»).
Con respecto al nombre de Marley, Dickens se basó en un cartel que rezaba «Goodge and Marney» y que estaba instalado en el local de un comerciante, cerca del domicilio del escritor. La imagen de su espectro provino del recuerdo de unos prisioneros con grilletes que vio durante una visita a la Western Penitentiary, en Pittsburgh (Pensilvania), en marzo de 1842. A su vez, Tiny Tim estuvo inspirado en su sobrino Henry, un niño discapacitado de cinco años de edad. Los niños que representan a la ignorancia y a la necesidad están basados en unos menores de edad que Dickens vio en una escuela caritativa situada en el East End londinense.

### Temáticas

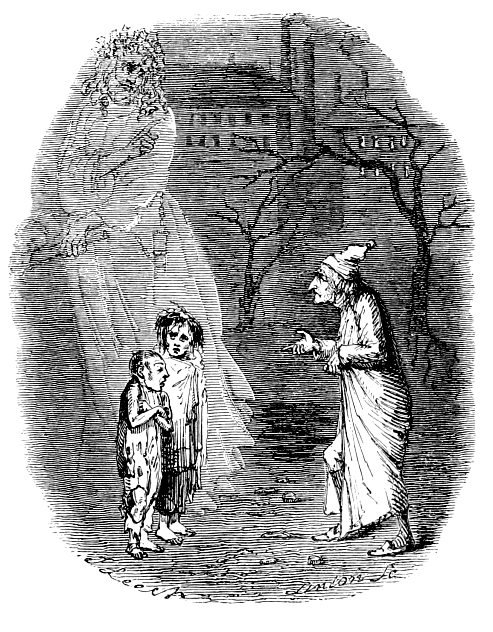
Ignorancia y Necesidad en la edición original de 1843

El eje central de la trama es el cambio de actitud de Scrooge, «una figura proteica en constante proceso de reforma» que «posee profundidad emocional y lamenta las oportunidades perdidas». Grace Moore, experta en la literatura de Dickens, consideró que esta publicación está imbuida de una temática cristiana que permite catalogarla como una alegoría de la redención. De forma similar, la biógrafa Claire Tomalin argumentó que la conversión del protagonista pretende transmitir el mensaje de que «incluso los peores pecadores pueden redimirse y llegar a ser buenas personas». No obstante, la postura del escritor con relación a la religión resulta compleja, y sus creencias y principios estuvieron basados en el Nuevo Testamento. Por ejemplo, la indicación de que «Marley no tenía entrañas» se refiere a «las entrañas de compasión» citadas en la primera epístola de Juan, en donde se aclara que esta es una de las causas de la «condena eterna».
Para autores como Kelly, A Christmas Carol contiene una «visión secular de este día festivo sagrado», que sirve para mostrar la «filosofía del villancico, los puntos de vista joviales, una anatomización aguda de las bobadas, un humor bueno y alegre [...] y una serie de referencias brillantes, cordiales, generosas, alegres y radiantes al hogar», en la opinión del académico John O. Jordan, que basó su hipótesis en una carta escrita previamente por Dickens a su amigo John Forster. Desde un punto de vista secular, el historiador cultural Penne Restad sugirió que la redención de Scrooge recalca «los aspectos conservativos, individualistas y patriarcales» de la «filosofía del villancico» de Dickens sobre la caridad y el altruismo.
La actitud de la sociedad británica de esa época hacia la pobreza infantil es una de las principales temáticas que motivaron la redacción de la novela, cuyo autor deseaba usar como instrumento para exponer su rechazo a tal situación. A grandes rasgos, Scrooge es el paradigma del egoísmo cuya actitud acarrea una serie de repercusiones que son exploradas a lo largo del texto; la miseria infantil es representada en las figuras alegóricas de Necesidad, Ignorancia, y en el personaje de Tiny Tim, cuya incorporación busca la simpatía del lector. Douglas-Fairhurst intuyó que la presencia de estos personajes le permitió a Dickens revelar sus creencias sobre la importancia de la caridad sin dejar de lado a su audiencia de clase media, que paradójicamente constituía el grueso de su base de seguidores.

## Publicación
A raíz de los desacuerdos con Chapman & Hall por el fracaso comercial de Martin Chuzzlewit, Dickens se comprometió con la editorial a costear por su cuenta la publicación de A Christmas Carol a cambio de un porcentaje de las ganancias. Sin embargo, los elevados costos de producción le reportaron beneficios inferiores a sus expectativas. Sumado a lo anterior, la impresión de la obra conllevó una serie de problemáticas —por ejemplo, las guardas de los primeros volúmenes de color oliva parduzco tuvieron que ser reemplazadas por otras amarillas, a petición del autor; y esto derivó en el rediseño de la página del título— que influyeron en la ampliación de la producción hasta un par de días antes de la fecha estipulada de lanzamiento, el 19 de diciembre de 1843. Cabe agregar que la encuadernación original de la novela consistió en una tela roja y páginas enmarcadas de color dorado, con excepción de una copia forrada con cuero rojo que obsequió a Thomas Mitton, su abogado.

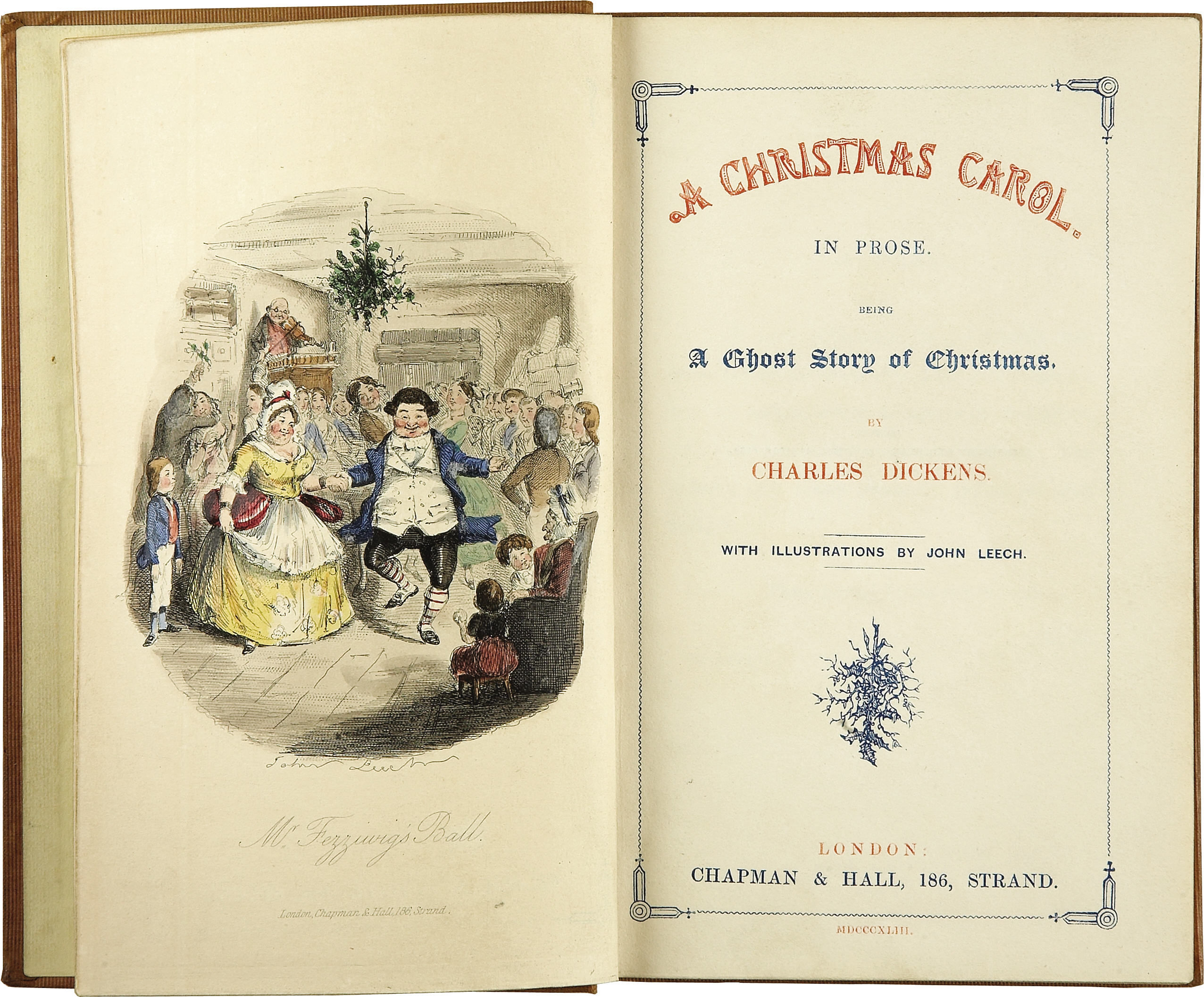
Frontispicio y página del título de la primera edición, de 1843

Un total de 6000 copias de la novela se distribuyeron como parte del primer tiraje a un precio de cinco chelines —equivalentes a 23 GBP de 2018— cada una. Para Nochebuena ya se habían agotado los ejemplares del tiraje inicial, por lo que la editorial se ocupó de producir otro par de ediciones para su lanzamiento al año siguiente; para finales de 1844 existían once ediciones del material, y se habían vendido alrededor de 15 000 copias en total. Cabe agregar que un par de días antes de su publicación, el 17 de diciembre, Dickens apartó al menos una decena de copias del tiraje para obsequiarlas a amigos, entre los cuales se encontraban Angela Burdett-Coutts, Anthony Trollope y William Macready. Aunque se desconoce la fecha precisa en que la novela comenzó a distribuirse en Estados Unidos, se considera que el lote inicial de copias arribó en enero de 1844 a bordo del RMS Britannia, a cargo de las editoriales Harper and Brothers y Carey and Hart —sin embargo, el autor no obtuvo regalías por la distribución de su libro en territorio estadounidense, dado que en ese entonces no se reconocía la propiedad intelectual europea—. Desde entonces, A Christmas Carol ha sido traducida a diversos idiomas y nunca se ha discontinuado su distribución, que incluye ediciones rústicas y de bolsillo. Un siglo después de su aparición era el libro más exitoso de Dickens en Estados Unidos con más de dos millones de copias comercializadas y, en 2010, la edición firmada por Dickens para Macready estaba cotizada en al menos 200 000 GBP para una eventual subasta.
La revista Parley's Illuminated Library publicó en enero de 1844 una versión condensada y no autorizada de A Christmas Carol por un precio de twopence. En respuesta, Dickens le reiteró a su abogado que debían «tener mano dura con estos vagabundos ya que, de lo contrario, me acosarán cientos como ellos cuando publique una historia larga». Un par de días después, el escritor presentó una demanda por infracción de los derechos de autor, cuyo resultado dejó en quiebra a la editorial de la revista, mientras que él debió sufragar 700 GBP por concepto de costos. Las ganancias limitadas obtenidas por la novela ocasionaron el cese de la deteriorada relación de Dickens con sus editores, que debió recurrir a Bradbury and Evans para la publicación de sus siguientes trabajos.
Dickens retomó la obra en varias ocasiones para corregir ciertas expresiones y errores de puntuación. Su popularidad lo inspiró a escribir otras historias navideñas tales como Las campanas (1844), El grillo del hogar (1845), La batalla de la vida (1846) y El hechizado (1848), en cuyas tramas se aborda la conversión secular y se alude a  los cambios sociales de ese entonces, con especial énfasis en las problemáticas existentes. Si bien gozaron de una ávida aceptación por parte del público, por otro lado la recepción crítica se mostró más severa con los resultados.

## Recepción

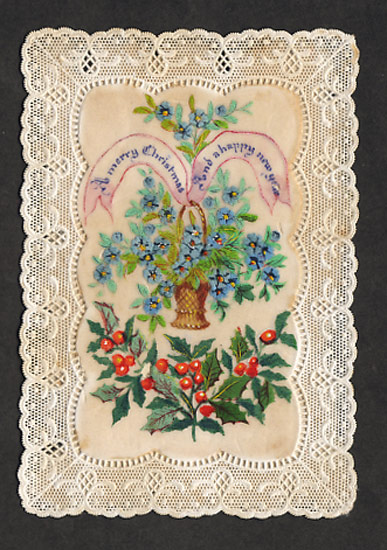
Una tarjeta de felicitación navideña que data de 1870, durante la época victoriana

La recepción contemporánea de A Christmas Carol ha sido «casi unánimemente favorable». The Illustrated London News resaltó la forma en que «la impresionante elocuencia [de la historia ...], su contagiosa alegría, su humor jocoso y brillante, su apacible espíritu humano» brindan al lector una sensación «de buen humor consigo mismo, con la época y con el autor». De manera similar, la revista literaria The Athenaeum la catalogó como «un relato para hacer reír y llorar al lector, para abrir sus manos y su corazón a la caridad [...] Un plato exquisito digno de servirse ante un rey», mientras que William Makepeace Thackeray, en su reseña para la Fraser's Magazine, concluyó que se trataba de «un patrimonio nacional y un obsequio para todo aquel hombre o mujer que lo lea. Las dos últimas personas a las que he oído hablar [de la novela] son mujeres; no se conocían entre ellas ni al autor, pero ambas dijeron, a modo de crítica: "¡Que Dios lo bendiga!"».
En un escrito para Hood's Magazine and Comic Miscellany, el poeta Thomas Hood aseguró que «si las Navidades, con sus antiguas y acogedoras tradiciones, y sus celebraciones sociales y caritativas, llegaron a estar en declive, este es el libro que las hará despegar de nuevo». Otra opinión favorable provino de Theodore Martin, de Tait's Edinburgh Magazine —un frecuente crítico de las obras de Dickens—, que lo calificó como «un libro notable y premeditado para traer el bien social». Tras el fallecimiento de Dickens, Margaret Oliphant criticó ciertos aspectos del texto, aunque admitió que en su época la obra era considerada como «un nuevo evangelio» capaz de «conseguir que la gente se comporte mejor». La prensa religiosa ignoró en su gran mayoría el relato hasta enero de 1884, cuando Christian Remembrancer elogió al autor por su sentido del humor y la manera en que infundió modernidad y originalidad a un concepto tan antiguo y manido. El pensador social John Ruskin le confesó a un amigo que pensaba que Dickens había omitido algún mensaje navideño en su obra y, en cambio, percibía la Navidad como «muérdago y pudin; nada de resurrección de los muertos, o ascensión de nuevas estrellas, o enseñanzas de hombres sabios, o pastores».
A su vez, The New Monthly Magazine criticó la estrategia de agregar marcos dorados a las páginas para aumentar el precio de la novela, con lo cual paradójicamente quedó fuera del alcance de los pobres. En su texto sugirió una reimpresión en papel económico para que el precio resultara más asequible. Mientras tanto, en un artículo anónimo publicado en The Westminster Review, el responsable se burló de la interpretación económica del escritor: «¿quién se quedó sin pavo y ponche para que Bob Cratchit pudiera hacerse con ellos? Puesto que, a no ser que hubiera un excedente de pavos y ponche, alguien se tuvo que quedar sin ellos». Aunque la recepción inicial de la obra en Estados Unidos resultó modesta, al igual que había ocurrido antes con Notas de América y Martin Chuzzlewit, varias copias de A Christmas Carol comenzaron a distribuirse en territorio estadounidense para finales de la guerra civil. En 1863, el New York Times elogió a Dickens por brindar las «viejas Navidades [...] de siglos atrás y casas solariegas y remotas a las salas de estar de los pobres de hoy en día».

## Representaciones y adaptaciones
El demandante proceso de redacción de David Copperfield le impidió a Dickens escribir nuevos libros navideños, por lo que a partir de 1853 recurrió a las lecturas en público de A Christmas Carol para continuar difundiendo su «filosofía navideña». Su primera lectura, llevada a cabo en el Ayuntamiento de Birmingham, gozó de una favorable recepción por parte de los asistentes y de la prensa. Esta actividad habría de replicarla hasta el año de su muerte, en 1870, lo que resultó en un total de 127 lecturas sintetizadas de su obra. Asimismo, desde su publicación varios escritores han redactado historias navideñas similares, entre los cuales figuran W. M. Swepstone —Christmas Shadows (1850)—, Horatio Alger —Job Warner's Christmas (1863)— y Louisa May Alcott —A Christmas Dream, and How It Came True (1882)—. Inclusive, hay quienes han continuado el relato a partir de la conversión de Scrooge, o que simplemente han realizado modificaciones al texto original. Davis llegó a la conclusión de que las diversas adaptaciones han superado la popularidad de la obra original con el transcurso del tiempo. Como resultado, puede diferenciarse una «versión original» y una «recordada», en la que pasajes del relato —como la visita a los mineros y los guardas del faro— han caído en el olvido, mientras que otros —como la visita de Scrooge a los Cratchit— han resultado tan distintivos que se llegó a pensar que formaban parte de la obra de Dickens.
Las escenificaciones de la obra se han realizado casi de forma inmediata a su lanzamiento. Por ejemplo, el 5 de febrero de 1844 se estrenaron tres producciones, una de ellas bajo la dirección de Edward Stirling y con el beneplácito del propio Dickens, cuyas representaciones se extendieron durante más de cuarenta noches consecutivas. Para finales de ese mes, existían simultáneamente ocho producciones teatrales en Londres. Otras escenificaciones contemporáneas incluyen la versión escrita y dirigida por Tim Dietlein y que, desde su origen en 1964, se ha presentado en el Glendale Centre Theatre —de la cual existe una película protagonizada por Tom Killam y estrenada en 2015—; la puesta en escena realizada anualmente en The Guthrie Theater, en Mineápolis (1975); la producción musical de Ray DeMattis y John Auperlee que contó con actores y marionetas (1984); la adaptación de Michael Wilson musicalizada por John Gromada (1990); el musical británico Scrooge: The Musical a cargo de Leslie Bricusse (1992); el musical de Broadway en cuya banda sonora colaboraron Alan Menken y Lynn Ahrens (1994); la adaptación musical a cargo del director Mark Booher y el guionista Richard Hellesen llevada a cabo en el Pacific Conservatory Theatre (2011); y la versión escocesa realizada en el Royal Lyceum Theatre y que contiene ciertas modificaciones a la trama original, al incluir por ejemplo al perro Greyfriars Bobby (2019); entre otras.
Las adaptaciones cinematográficas se remontan a los filmes perdidos Scrooge, or, Marley's Ghost (1901) y A Christmas Carol (1908), esta última protagonizada por Tom Ricketts. Otras versiones más recientes incluyen Scrooge (1970) —con Albert Finney y Alec Guinness—; La Navidad de Mickey (1983), una cinta animada dirigida por Burny Mattinson y producida por Disney Animation Studios; Scrooged (1988) —donde Bill Murray interpreta a Frank Cross, un ejecutivo televisivo egoísta cuyos rasgos son reminiscentes de Scrooge—; The Muppet Christmas Carol (1992) dirigida por Brian Henson y protagonizada por las marionetas de The Muppets; y las animaciones Cuento de Navidad de Charles Dickens (2001) y A Christmas Carol (2009), esta última bajo la dirección de Robert Zemeckis y con Jim Carrey como Scrooge; entre otras. 
Cabe mencionar que se trata del relato de Dickens que más veces ha sido llevado a la televisión. Algunos de estos programas han sido Mister Magoo's Christmas Carol (1962), inspirado en el personaje homónimo; los cuatro especiales Carry On Christmas Specials (1969-73) producidos por Thames Television; el cortometraje A Christmas Carol (1971) que se hizo acreedor a un Óscar; Rich Little's Christmas Carol (1978) de HBO; Bugs Bunny's Christmas Carol (1979), en el que aparecen varios personajes de Looney Tunes; A Christmas Carol (1984) cuyo reparto estuvo integrado por actores como George C. Scott, David Warner y Edward Woodward y que ha sido catalogada como «una de las mejores adaptaciones del clásico literario»; A Flintstones Christmas Carol (1994), inspirada en Los Picapiedra; A Christmas Carol (1999) con Patrick Stewart en el rol de Scrooge; el musical de Arthur Allan Seidelman (2005); The Smurfs: A Christmas Carol (2011), inspirada en Los Pitufos; también en un episodio de la quinta temporada de The Loud House llamado A Flipmas Carol (2020) y la miniserie de la BBC escrita por Steven Knight (2019); entre otras.
Además de los anteriores formatos, existen transmisiones radiofónicas —para la BBC Radio (1923), CBS News Radio (1975), WNBC (AM) (1977-1987), Enfoque a la Familia (1996) y BBC Radio 4 (2008)—; ópera y ballet —por Ján Cikker (1958), Thea Musgrave (1978), Northern Ballet (1992), The Ulster Ballet Company of Saugerties (1994), Jon Deak (1998); y Iain Bell (2014)—; mimo —protagonizada por Marcel Marceau—; novelas gráficas —de Marvel Classics Comics (1978) y Zombies Christmas Carol (2011), ambas de Marvel Comics—; una tira cómica en FoxTrot (2009); además de ser referido en otras varias producciones tales como las películas A Carol for Another Christmas (1964), Ghosts of Girlfriends Past (2009) y Christmas Cupid (2010); las series de televisión Bewitched —en su episodio «Humbug not be Spoken Here» (1967)—, El fantasma y la señora Muir —«The Ghost of Christmas Past» (1969)—, La extraña pareja —«Scrooge Gets an Oscar» (1970)—, Los Supersónicos —«A Jetson Christmas Carol» (1985)—, Alvin and the Chipmunks —«Merry Christmas, Mr. Carroll» (1985)—, Los Simpson —«'Tis The Fifteenth Season» (2003)— y Doctor Who —en su especial homónimo (2010)—; y los videojuegos Mega Man Christmas Carol (2010) y Mega Man Christmas Carol 2 (2011) cuya trama gira en torno al personaje Mega Man de Capcom.

## Legado
Si bien la expresión Merry Christmas —equivalente a «Feliz Navidad»— ya era usada desde 1534, A Christmas Carol incrementó su popularidad en la sociedad victoriana, al igual que la exclamación Bah! Humbug! —«¡Bah! ¡tonterías!»—, que se introdujo en el léxico anglosajón como una reacción ante algo sentimental o demasiado festivo. Asimismo, «Scrooge» ha sido empleado como sinónimo de «avaro», y está oficialmente reconocido como tal por el Oxford English Dictionary desde 1982.
En la Gran Bretaña de comienzos del siglo XIX, las celebraciones navideñas iban asociadas con la vida campestre y no resultaban tan comunes en las urbes industrializadas. En opinión de Davis, A Christmas Carol ayudó a difundir la idea de que la Navidad también puede celebrarse en las ciudades modernas, lo cual sentó el precedente directo para las festividades contemporáneas. Aunque el Movimiento de Oxford ya había conseguido en las décadas de 1830 y 1840 el resurgimiento de los rituales tradicionales y las prácticas religiosas asociadas con la época navideña, la obra de Dickens capturó el zeitgeist, al tiempo que reflejó y reforzó su visión particular de las Navidades.

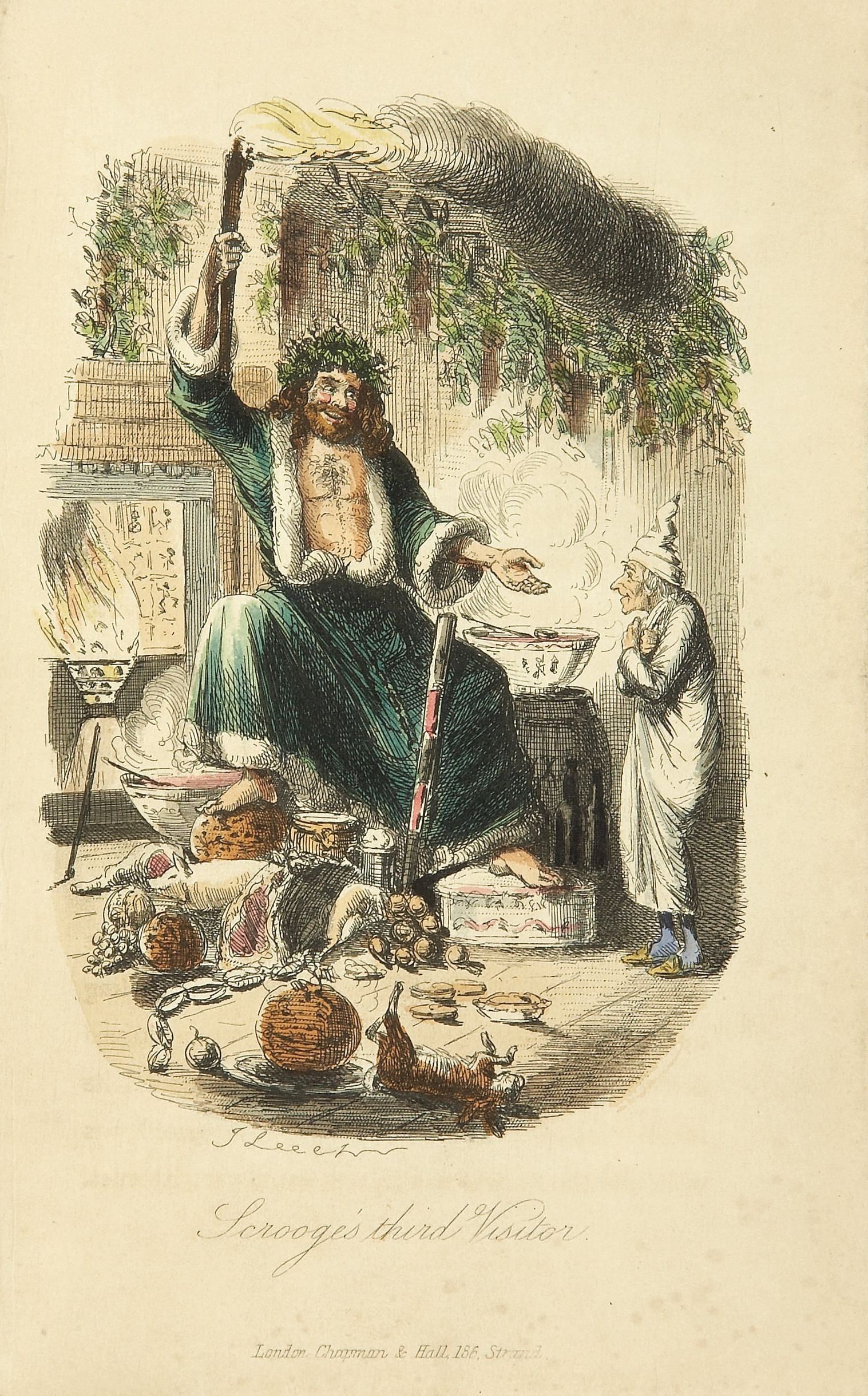
El Espíritu de las Navidades Presentes, en la edición original de 1843

La filosofía navideña de Dickens le confirió un enfoque humanitario a las festividades que influyó sobremanera en ciertos aspectos de las Navidades, y que persisten en los festejos del mundo occidental, tales como las reuniones familiares, la comida y bebidas de temporada, los bailes, los juegos y, en general, el espíritu festivo y de generosidad. El historiador Ronald Hutton expresó que Dickens «ligó culto y celebración dentro de un contexto de reconciliación social».
Como parte de su análisis de las obras navideñas de Dickens, el novelista William Dean Howells consideró que para 1891 el «pathos resulta ya falso y forzado; el humor consistente en meras payasadas; los personajes, teatralizados; la jovialidad, sonsacada; la psicología, trivial, y la sociología, graciosa». A su vez, el escritor James Joyce opinó que Dickens había adoptado una perspectiva infantil de cara a Carol con el objetivo de dejar al descubierto el salto entre el inocente optimismo de la historia y el estilo de vida de esa época.
Ruth Glany, docente de literatura inglesa, sugirió que la obra tuvo un notable impacto especialmente en las lecturas individuales. A comienzos de 1844, The Gentleman's Magazine atribuyó al relato un aumento de las donaciones caritativas en Gran Bretaña; en 1874, tras la lectura de los libros navideños de Dickens, Robert Louis Stevenson se comprometió a donar a aquellos que lo necesitaban, de forma similar a Thomas Carlyle, que se mostró hospitalario al organizar un par de cenas navideñas. En 1867, a un empresario estadounidense le conmovió tanto la lectura del relato que cerró su fábrica por Navidad y le envió un pavo a cada trabajador. Asimismo, la reina de Noruega mandó regalos con la frase «Con el amor de Tiny Tim» a niños inválidos londinenses durante los primeros años del siglo XX. A raíz de la novela, el autor G. K. Chesterton escribió: «la belleza y la bendición de la historia [...] se asientan en el horno de felicidad verdadera que brilla en Scrooge y en todo lo que le rodea [...] Conviertan o no a Scrooge, las visiones navideñas nos convierten a nosotros».
Como resultado de un análisis sobre la evolución de las adaptaciones de la obra a lo largo del tiempo, Davis percibió cambios en el enfoque de la trama y sus personajes, especialmente en la forma de reflejar el pensamiento social predominante de la época. Por ejemplo, el público victoriano habría percibido el relato como una parábola espiritual y secular, mientras que a comienzos del siglo XX esta percepción cambió por completo y se convirtió en una historia para niños transmitida de generación en generación. Durante los prolegómenos de la Gran Depresión, si bien algunos perciben la historia como una «denuncia del capitalismo [...] la mayor parte ve en ella una vía de escape de las realidades económicas opresivas». Cabe resaltar que las versiones cinematográficas de Reino Unido y los Estados Unidos tuvieron diferencias importantes en la década de 1930; las películas británicas difundían el relato tradicional, mientras que las estadounidenses le dieron un rol más importante a Cratchit, rehuyendo la depresión causada por los banqueros europeos y celebrando lo que Davis define como «las Navidades del hombre común». En los años 1960, a Scrooge se le presentaba como una figura freudiana en constante lucha contra su pasado, aunque en la década de 1980 regresó a un ambiente de depresión e incertidumbre económica.